# Топоричный
Топори́чный — посёлок в Дмитровском районе Орловской области. Входит в состав Горбуновского сельского поселения.

## География
Расположен в 7 км к юго-востоку от Дмитровска и в 2 км к северо-востоку от автомобильной дороги 54К-77 «Железногорск—Дмитровск». Состоит из одной улицы, протянувшейся с севера на юг на 750 м. К западу от посёлка расположен широколиственный лес, к востоку — поле. Высота над уровнем моря — 266 м. Ближайший населённый пункт, посёлок Седлечко, расположен в 0,7 км к западу от Топоричного.

## Этимология
Получил название от лесного урочища Топорищный, расположенного в 1 км к северо-востоку от посёлка. Мимо леса проходит просёлочная дорога из села Соломино, откуда переселялись первые жители Топоричного.

## История
Основан в 1908 году в ходе Столыпинской аграрной реформы. Первыми жителями Топоричного были переселенцы из соседнего села Соломино: Бурыкины, Разбоёвы, Табакаревы, Сёмкины, Шумаковы и другие.
В 1926 году в посёлке было 18 дворов, проживало 93 человека (47 мужского пола и 46 женского). В то время Топоричный входил в состав Соломинского сельсовета Лубянской волости Дмитровского уезда Орловской губернии. Позднее передан в Горбуновский сельсовет. В 1928 году вошёл в состав Дмитровского района. В 1937 году в посёлке было 23 двора. С начала 1930-х годов до 1950 года хозяйства Топоричного входили в состав колхоза «Седлечко».
Во время Великой Отечественной войны, с октября 1941 года, находился в зоне немецко-фашистской оккупации. 
Неудачная попытка освободить посёлок была предпринята в начале марта 1943 года. 2—4 марта на правом фланге против 65-й советской армии Центрального фронта в интенсивных боях за Топоричный сражались батальоны 5-го пехотного полка территориального ополчения Локотского самоуправления. Отдельный лыжный батальон 69-й стрелковой дивизии Красной Армии, наступавший в направлении Топоричный — Морево во взаимодействии с 237-м полком майора С. В. Яковлева, в бою за посёлок попал в окружение, из которого прорвался, понеся большие потери. С марта по август 1943 года Топоричный находился в прифронтовой зоне, подконтрольной фашистам. Освобождён 12 августа 1943 года в ходе Курской битвы частями 102-й стрелковой дивизии. Советские воины, павшие в боях за посёлок, после войны были перезахоронены в братской могиле в деревне Горбуновке.
На войне погиб житель Топоричного Егоров Иван Алексеевич (1925—1945). Вернулись с Победой: Гришаев Михаил Васильевич (1925—2013), Логутков Иван Григорьевич (1923), Пасанков Михаил Васильевич (1909), Табакарев Андрей Павлович (1914), Ульянов Иван Максимович (1923), Шумаков Пётр Нестерович (1916—1972), Шумаков Иван Нестерович (1919), Шумаков Михаил Нестерович (1926).
С 1960-х годов жители посёлка работали в совхозе «Дмитровский» (центр в д. Горбуновка). В 1990-е годы совхоз был преобразован в Дмитровскую сельскохозяйственную артель, ликвидированную в 2011 году.
Последние постоянные жители покинули Топоричный в 2010 году. На 1 января 2020 года в посёлке числилось 5 домовладений.

## Население
| 1926 | 1979 | 2002 | 2010 |
| ---- | ---- | ---- | ---- |
| 93   | ↘18  | ↘7   | ↘0   |